# In sui memoriam
In sui memoriam (latin: "till minne av sig") var en svensk medalj. 
Medaljen utdelades av Oskar II både före och efter sin tronbestigning som enskild minnesgåva eller belöning. Den bar på åtsidan kungens bild och på frånsidan ovanstående inskrift samt präglades endast i tionde storleken. Även drottning Sofia lät utdela samma medalj, med hennes bröstbild. 